# Портланд (тежък крайцер, 1932)
Портланд (на английски: USS Portland (CA-33)) е тежък крайцер на ВМС на САЩ. Главен кораб на едноименния тип. Наречен е в чест на град Портланд, щата Мейн.
„Портланд“ е поръчан на 13 февруари 1929 г. Заложен е в корабостроителницата Bethlehem Steel Co., Shipbuilding Div. на 17 февруари 1930 г. Спуснат е на вода на 21 май 1932 г. Въведен е в строй на 23 февруари 1933 го. В годините на Втората световна война получава 16 бойни звезди.

## История на службата
В битката за Гуадалканал „Портланд“ получава попадение на японско торпедо от типа 93 „Дългото копие“. В резултат на повредите корабът може само да описва циркулации, но остава на вода и оцелява в битката, като дори при това нанася повреди на японския линеен крайцер „Хией“. Изваден е от състава на флота на 12 юли 1946 г. На 1 март 1959 г. е изваден от списуците на флота и на 6 октомври през същата година е продаден за метал.

## Коментари
1. ↑  Буквите показват принадлежността към определен класː ВВ – линкор, СС, CL, СА – съответно линеен, лек или тежък крайцер, CV – самолетоносач, DD – разрушител, SS – подводница и т.н.